# 拉里坦鎮區 (新澤西州)
拉里坦鎮區（英語：Raritan Township）是位於美國新澤西州亨特登縣的一個鎮區。

## 地方資料
拉里坦鎮區的面積為97.52平方千米，當中陸地面積為97.08平方千米，而水域面積為0.44平方千米。根據2020年美國人口普查的數據，當地共有人口23447人，而人口密度為每平方千米240.43人。